# وایکن
وایکن (به لاتین: Viken) یک منطقهٔ مسکونی در نروژ است که در نروژ واقع شده‌است. وایکن ۲۴٬۵۹۲٫۵۹ کیلومتر مربع مساحت و ۱٬۲۱۳٬۳۵۴ نفر جمعیت دارد.